# Berufliche Schule für Wirtschaft Hamburg-Eimsbüttel
Die Berufliche Schule für Wirtschaft Hamburg-Eimsbüttel (Kurzform: BSW Hamburg-Eimsbüttel) ist eine berufliche Wirtschaftsschule im Hamburger Stadtteil Eimsbüttel. Das Angebot erstreckt sich von der Ausbildungsvorbereitung über verschiedene Berufsausbildungen in Zusammenarbeit mit Ausbildungsbetrieben bis hin zu Weiterentwicklungsmöglichkeiten in Form der Hochschulreife oder eines berufsbegleitenden Betriebswirte-Studiums.
Seit dem 1. August 2015 gibt es die Berufliche Schule für Wirtschaft Hamburg-Eimsbüttel  mit dem Amtskürzel BS 26. Entstanden ist die Schule  aus der Staatlichen Handelsschule Schlankreye (H 3) und der Beruflichen Schule für Wirtschaft und Steuern (H 12). Zur H 12 gehört seit 2003 auch die Abendwirtschaftsschule (AWS).

## Daten
- Die Schule verfügt über zwei Standorte: Schlankreye 1 und Lutterothstraße 78–80.
- Die Schulleitung übt Frank Hölting aus.
- Schülerzahl: 1.607 (Schuljahresstatistik 2022/23)
- Pädagogisches Personal: 97 Lehrkräfte
- Nichtpädagogisches Personal: 8 Mitarbeitende

## Bildungsgänge
- Berufsvorbereitungsschule
  - Duale Ausbildungsvorbereitung (AvDual)
  - Duale Ausbildungsvorbereitung für Migranten und Migrantinnen (AvM Dual)
  - Berufsorientierung (BO)
- Berufsschule für
  - Immobilienkaufleute
  - Industriekaufleute
  - Steuerfachangestellte
- Fachoberschule
  - Fachbereich Wirtschaft und Verwaltung
- Berufsoberschule
  - Ausbildungsrichtung Wirtschaft und Verwaltung
- Fachschule für Wirtschaft (in Abendform)
  - Staatlich geprüfter Betriebswirt (Bachelor Professional in Wirtschaft)
- Dual plus Fachhochschulreife
  - Fachhochschulreife in Verbindung mit einer dualen Berufsausbildung

## Gebäude
Das Gebäude in der Schlankreye 1928/29 von den Architekten Walter Hinsch und Erwin Deimling errichtet und ist eine der ältesten Berufsschulen Hamburgs.